# Саентологический крест

Саентологический крест

Саентологический крест — один из основных символов саентологии. Представляет собой дважды перечёркнутый по центру восьмиконечный крест.

## Символика креста
Восемь оконечностей креста символизируют «восемь динамик», то есть восемь степеней выживания, имеющихся у каждого человека, в том числе стремление к выживанию в качестве духовного существа и стремление к выживанию в качестве божественной сущности. Несмотря на внешнюю схожесть с христианским крестом, саентологический крест не имеет отношения к распятию Христа.

## История возникновения

Розовый крест оккультного Ордена «Золотой зари».

Практика установки креста и ношения его служителями Церкви саентологии была официально закреплена в 1969 году и сопровождалась громкой рекламной кампанией. В том году статус саентологии как религии был поставлен под вопрос. Помимо прочих ответных шагов, в письме за февраль 1969, озаглавленном просто «Религия» (Religion), Хаббард распорядился:

Видимые свидетельства того, что саентология — это религия, обязательны.

Любой из персонала, прошедший тренировки на одитора любого уровня… должен быть одет в известный по традициям чёрный костюм служителя, чёрный жилет, белый воротничок, серебряный крест как обычную одежду орг(анизации).

Церковный символ веры должен быть большим и простым и установлен в местах для посетителей.
Оригинальный текст (англ.)
Visual evidences that Scientology is a religion are mandatory...

Any staff who are trained at any level as auditors... are to be clothed in the traditioned ministerial black suit, black vest white collar silver cross for ordinary org wear.

Creed of the Church is to be done big and plainly and posted in public areas...

 Религиовед Хью Урбан утверждает, что саентологический крест вдохновлён розовым крестом герметического ордена «Золотой зари», в который в своё время входил Алистер Кроули. Старший сын Хаббарда от первого брака, Рональд де Вульф, рассказывал, что Л. Рон Хаббард заставлял читать его «Книгу закона» Алистера Кроули и участвовать в оккультных обрядах. Бывший саентолог (ОТ5) и автор книги «Кусочек синего неба» Джон Атак сообщает, что Хаббард присоединился к древнему и мистическому ордену розенкрейцеров Rosae Crucis в 1940 году, завершив первые две степени неофита.
По мнению А. Л. Дворкина 

Этот сатанинский перечёркнутый «крест-накрест» крест взят с рубашки карт Таро, разработанных Кроули. И сюда Хаббард втиснул свой сатанинский смысл.